# Киша (приток Иртыша)
Киша — река в России, протекает по Вагайскому району Тюменской области. Устье реки находится в 834 км по левому берегу реки Иртыш. Длина реки составляет 46 км.

## Данные водного реестра
По данным государственного водного реестра России относится к Иртышскому бассейновому округу, водохозяйственный участок реки — Иртыш от впадения реки Ишим до впадения реки Тобол, речной подбассейн реки — бассейны притоков Иртыша от Ишима до Тобола. Речной бассейн реки — Иртыш.
Код объекта в государственном водном реестре — 14010400112115300012298.